# Greatest Hits III (албум групе Queen)
 (срп. Највећи хитови III) компилацијски је албум британске рок групе Queen, који је 8. новембра 1999. године објавио Parlophone и Hollywood Records. Компилација је песама последњих дана, соло хитова чланова бенда и сарадње бенда са другим уметницима (отуда заслуга албума "Queen+"). Прве две песме на албуму биле су нове раније необјављене верзије класичних Queen песама.
Албум укључује "These Are the Days of Our Lives" (1991), што је било последње појављивање Фредија Меркјурија у музичком споту, и "No-One but You (Only the Good Die Young)" (1997), песму посвећену Меркјурију који такође садржи последњи снимак бас гитаристе Џона Дикона пре његовог пензионисања. Четири песме са њиховог последњег студијског албума Made in Heaven  (1995) такође се налазе на компилацији, укључујући "Too Much Love Will Kill You" и "Heaven for Everyone".

## Списак песама
Неке нумере је за ЦД едитовао Дејвид Ричардс.